# آنا د لا رگه‌را
آنابل گاردوکی «آنا» دِ لا رگه‌را (به اسپانیایی: Ana de la Reguera) (زادهٔ ۸ آوریل ۱۹۷۷)، بازیگر مکزیکی است.

## فیلم‌شناسی
| سال  | نام فیلم           | نقش                 |
| ---- | ------------------ | ------------------- |
| ۲۰۰۲ | یک راز زیبا        | لتی                 |
| ۲۰۰۶ | ناچوی قهرمان       |                     |
| ۲۰۱۰ | قانون‌شکن           | گابریلا             |
| ۲۰۱۰ | کابوی‌ها و بیگانگان | ماریا               |
| ۲۰۱۴ | کتاب زندگی         | صداپیشه کارمن سانچز |
| ۲۰۱۷ | همه‌چیز، همه‌چیز     | کارلا               |
| ۲۰۲۱ | ارتش مردگان        | کروز                |

## سریال تلویریون
| سال  | نام         |
| ---- | ----------- |
| ۲۰۰۹ | محدوده سلطه |
| ۲۰۱۵ | لیست سیاه   |
| ۲۰۱۵ | نارکس       |